# Alma canaria
Alma canaria es una película española dirigida por el venezolano José Fernández Hernández y estrenada en el año 1947, que trata de reflejar el folklore canario. Rodada en Tenerife, contiene escenas musicales donde se reflejan canciones canarias arregladas por Juan Álvarez García. En esta película colaboró la Masa Coral de Tenerife. Su primera proyección fue el 14 de diciembre de 1945 en privado para el Capitán General de Canarias

Una película de índole sentimental.

## Argumento
Película folclorista donde se muestran canciones canarias y temas recurrentes, como los ‘embalajes’ tinerfeños. De índole sentimental.